# Han Hyung-Bae
Han Hyung-Bae, född den 21 mars 1976, är en sydkoreansk landhockeyspelare.
Han tog OS-silver i herrarnas landhockeyturnering i samband med de olympiska landhockeytävlingarna 2000 i Sydney.